# Ahmed Attaf
Ahmed Attaf (en arabe : أحمد عطاف) est un homme politique et diplomate algérien, né le 10 juillet 1953 à Aïn Defla en Algérie. Il occupe actuellement le poste de ministre des Affaires étrangères et de la Communauté nationale à l'étranger depuis le 18 mars 2023, après avoir déjà exercé cette fonction de 1996 à 1999.

## Biographie

### Formation
Ahmed Attaf est diplômé de l'École nationale d'administration d'Algérie (ENA) dans la promotion Frantz Fanon de 1971-1975.
En 1980, il obtient un diplôme de compétence en langue anglaise du Hunter College à New York.
En 1977, il décroche un diplôme d'études supérieures (D.E.S) en Sciences politiques de l'Université d'Alger.

### Carrière diplomatique
Après avoir obtenu à 22 ans son diplôme de l'ENA, il est recruté par le ministère des Affaires étrangères. Il est ensuite envoyé à Washington pour être à la tête de la section économique à l'ambassade d’Algérie aux États-Unis puis chef de la Division des traités multilatéraux. 
Il a par la suite occupé des postes importants, tels que chef de la Division des Affaires politiques de l'Organisation de l'unité africaine (OUA) de 1977 à 1979, secrétaire à la Mission permanente de l'Algérie auprès des Nations unies de 1979 à 1982, directeur adjoint des Affaires stratégiques et de Désarmement des Nations unies en 1982, et directeur des Affaires politiques internationales au ministère des Affaires étrangères algérien en 1984.
Tout au long de sa carrière, Ahmed Attaf a occupé plusieurs postes diplomatiques importants, notamment celui d'ambassadeur d'Algérie en Inde, en Yougoslavie et au Royaume-Uni. Il a également été l'un des proches collaborateurs du ministre des Affaires étrangères Ahmed Taleb Ibrahimi, aux côtés de Ramtane Lamamra.

### Parcours politique

#### Secrétaire d'État
En mars 1994, Ahmed Attaf a été nommé secrétaire d'État à la coopération et aux affaires maghrébines, avant d'être également désigné comme porte-parole du gouvernement à partir d'octobre 1994.
Avant sa nomination au gouvernement, Ahmed Attaf, est alors connu pour son soutien à la fermeture des frontières entre l'Algérie et le Maroc qu'il justifie par la contre-bande de produits alimentaires algériens et par le trafic de drogue. Après sa nomination au gouvernement, il rédige un mémorandum en 1994, dans lequel il informait le président Zéroual de la nécessité de fermer les frontières avec le Maroc. Ce qu'il obtient du chef de l'État.
En 1995, Ahmed Attaf a qualifié la Plate-forme de Sant'Egidio de « non-événement » dans le contexte de la guerre civile des années 1990 en Algérie. Cette position a été controversée et a été critiquée par plusieurs groupes politiques et de défense des droits de l'homme.

#### Ministre des Affaires étrangères
En janvier 1996, Ahmed Attaf est devenu ministre des Affaires étrangères de l'Algérie, un poste qu'il a occupé pendant la décennie noire, jusqu'en 1999.

#### Député du RND
En 1997, il est l'un des membres fondateurs du Rassemblement national démocratique (RND). Il est élu député pour la législature 1997-2002 sous la bannière de ce parti, lors de la première mandature pluraliste de l'Assemblée populaire nationale (APN) en Algérie. Il est aussi président du groupe parlementaire du RND à l’Assemblée populaire nationale, et à nouveau tête de liste lors des élections législatives algériennes de 2002 à Aïn Defla.

#### Secrétaire général de l'Avant-garde des libertés
En 2014, il est exclu du RND par le président Abdelkader Bensalah après avoir rejoint le parti Avant-garde des libertés (AGL) fondé par Ali Benflis.
En 2015, il est nommé conseiller de Benflis et président du bureau politique du mouvement. Il quitte le parti à la fin de 2019, après le retrait de Benflis de la scène politique à la suite de sa défaite électorale.

#### Retour aux Affaires étrangères
Le 16 mars 2023, Ahmed Attaf est nommé ministre des Affaires étrangères et de la Communauté nationale à l'étranger dans le gouvernement Benabderrahmane lors d'un remaniement ministériel, succédant à Ramtane Lamamra.
Cette nomination marque le retour d'Ahmed Attaf aux affaires étrangères, après une longue période de retrait de la vie politique durant laquelle il s’est consacré à ses étudiants de l’École des sciences politiques et des relations internationales à Alger de 2009 à 2013. Il prend ses fonctions comme ministre le 18 mars,. 
Le 4 mai 2023, Ahmed Attaf a été choisi par le président  Abdelmadjid Tebboune, pour le représenter à la cérémonie d'intronisation du Roi Charles III en Angleterre.
Le 17 mai 2023, il préside l'instance de suivi de la mise en œuvre des décisions et des engagements pris lors du 31e Sommet arabe qui a eu lieu en Algérie. La réunion a lieu à Djeddah en Arabie saoudite.
Depuis le début juin 2023, Attaf, rencontre des représentants de l'ONU à New York pour renforcer le soutien à la candidature de l'Algérie en tant que membre non permanent du Conseil de sécurité pour la période 2024-2025, et le 6 juin 2023, l'Algérie est élue pour la quatrième fois de son histoire à ce poste.
Le 9 août 2023, Attaf effectue une visite de travail aux États-Unis. Il est accueilli par son homologue Antony Blinken.

## Vie personnelle
Ahmed Attaf est marié et père de trois enfants.

## Publication
- L'intégrisme, une contre-culture en Algérie, Entretiens avec Bachir Boumaaza, Ahmed Attaf et Abdelkader Taffar, L'Harmattan, mars 1998 (ISBN 2-7384-6527-7)

## Interview
- 2023 : Interview au journal The Washington Post[24].
- 2023 : Interview avec Khadija Benguenna sur la plateforme Atheer d'Al Jazeera[25].

## Galerie

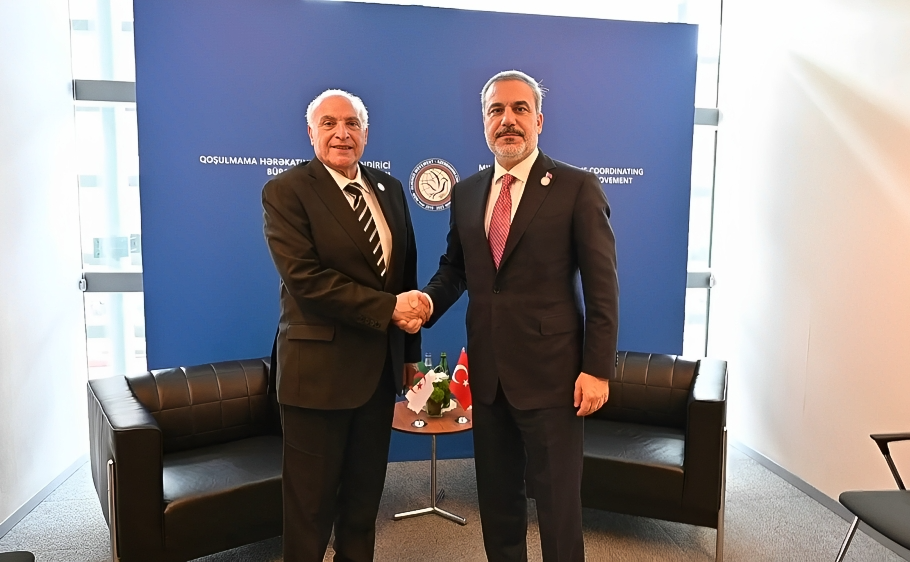
Ahmed Attaf avec son homologue turc Hakan Fidan.
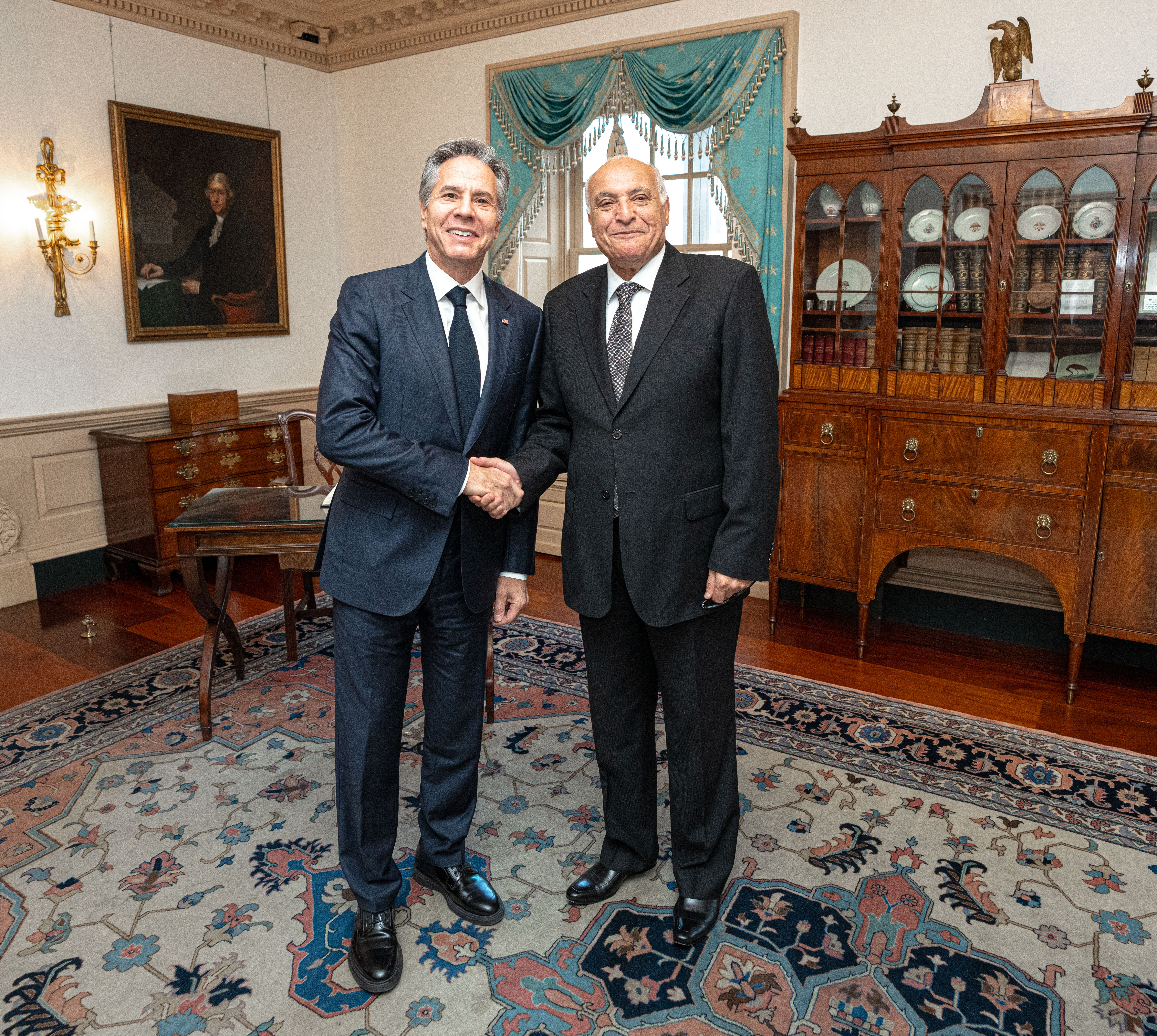
Ahmed Attaf avec son homologue américain Antony Blinken.
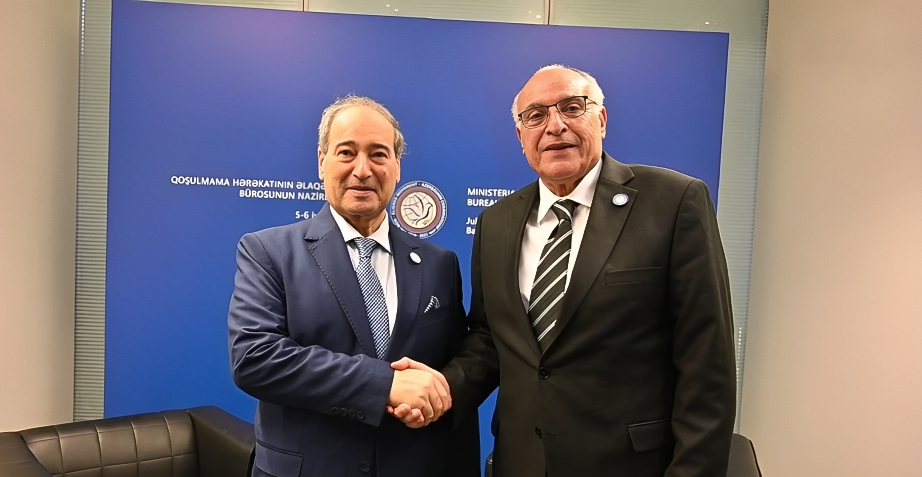
Ahmed Attaf avec son homologue syrien Fayçal Al-Meqdad.